# Daniel Andújar
Daniel Andújar Ponce (nacido el 14 de mayo de 1994) es un atleta español de carreras de media distancia que compite en los 800 metros.

## Resultados internacionales
| Año  | Competición                          | Lugar                    | Puesto           | Evento           | Resultado |
| ---- | ------------------------------------ | ------------------------ | ---------------- | ---------------- | --------- |
| 2011 | Campeonato Mundial Juvenil           | Lila, Francia            | 36º en series    | 800 m            | 1:54.83   |
| 2012 | Campeonato Mundial Junior            | Barcelona, España        | 21º en series    | 800 m            | 1:50.30   |
| 2013 | Campeonato Europeo Junior            | Rieti, Italia            | 4º               | 800 m            | 1:50.14   |
| 2014 | Campeonato Mundial en Pista Cubierta | Sopot, Polonia           | 9º en series     | Relevo 4 × 400 m | 3:10.17   |
| 2015 | Campeonato Europeo Sub-23            | Tallinn, Estonia         | 7º               | 800 m            | 1:49.14   |
| 2016 | Campeonato Mundial en Pista Cubierta | Portland, Estados Unidos | 8º en series     | 800 m            | 1:49.49   |
| 2016 | Campeonato Europeo                   | Ámsterdam, Países Bajos  | 11º en semifinal | 800 m            | 1:47.64   |